# Walter Tavares
Walter Samuel Tavares da Veiga, známý také jako Edy Tavares (* 22. března 1992 Maio) je kapverdský basketbalista. Je vysoký 221 cm, váží 125 kg a má rozpětí paží 236 cm. Hraje na pozici pivota. 
Vyrůstal v rybářské vesnici na ostrově Maio a pracoval v rodinném obchodě. Basketbalu se začal věnovat až v sedmnácti letech, když si jeden turista všiml jeho nezvykle vysoké postavy a doporučil ho na testy do klubu CB Gran Canaria. Hrál zde juniorskou ligu, po krátkém působení v UB La Palma se vrátil do Gran Canarie a v lednu 2013 debutoval ve španělské nejvyšší soutěži. V sezóně 2014/15 se stal finalistou ULEB Eurocup a byl vybrán do ideálního týmu soutěže. 
V roce 2014 byl draftován do National Basketball Association klubem Atlanta Hawks. Po příchodu do Atlanty se stal aktuálně nejvyšším hráčem NBA, odehrál však v letech 2015 a 2016 pouze dvanáct ligových utkání a většinou nastupoval v nižší soutěži NBA Development League za týmy Austin Spurs, Canton Charge, Bakersfield Jam a Raptors 905. Byl vyhlášen nejlépe bránícím hráčem NBA Development League v sezóně 2016/17. Pak přestoupil do Cleveland Cavaliers, kde však kvůli zranění odehrál jediné utkání. Rozhodl se proto vrátit do Evropy a koncem roku 2017 podepsal smlouvu s Real Madrid Baloncesto. Stal se s ním v letech 2018, 2019, 2022 a 2024 mistrem Španělska a v letech 2018 a 2023 vyhrál Euroligu. Je nejlépe blokujícím hráčem v historii Euroligy a v roce 2023 byl vyhlášen nejužitečnějším hráčem jejího Final Four.
S kapverdskou mužskou basketbalovou reprezentací hrál na mistrovství Afriky v basketbalu mužů v letech 2013 (6. místo) a 2021 (4. místo). Startoval také na mistrovství světa v basketbalu mužů 2023, kde Kapverďané při svém debutu mezi světovou elitou obsadili 28. místo. S bilancí 12,4 doskoku na zápas vyhrál individuální statistiku šampionátu.